# باشگاه فوتبال سوگندال
باشگاه فوتبال سوگندال (نروژی: Sogndal Fotball) یک باشگاه فوتبال در شهر سوگندال، نروژ است.
این باشگاه که در سال ۱۹۲۶ تاسیس شده سابقه یک نایب قهرمانی در سال ۱۹۷۶ در جام حذفی فوتبال نروژ را دارد.